# Andrej Jersjov
Andrej Petrovitj Jersjov (ryska: Андрей Петрович Ершов), född 1931, död 1988, var en rysk matematiker och datavetare. Han var en pionjär inom datavetenskap i Sovjetunionen. Han var medlem av Sovjetunionens Vetenskapsakademi.

## Priser och utmärkelser
- Arbetets Röda Fanas orden